# ASPR Zawadzkie
Autonomiczna Sekcja Piłki Ręcznej Zawadzkie – polski męski klub piłki ręcznej, założony w 2001 w Zawadzkiem. Od 2016 występuje w I lidze.
W latach 2004–2013 ASPR Zawadzkie występował w I lidze. W okresie tym do jego najlepszych strzelców należeli: Grzegorz Giebel, Łukasz Gradowski, Andrzej Kryński, Michał Piech, Artur Pietrucha, Łukasz Płonka, Daniel Skowroński, Adam Skrabania i Paweł Swat. W sezonie 2008/2009 zespół zajął w I lidze 2. miejsce (15 zwycięstw, jeden remis i sześć porażek) i przystąpił do meczów barażowych o awans do Ekstraklasy – w maju 2009 przegrał ze Śląskiem Wrocław (23:38; 28:32), nie uzyskując promocji. Ponadto w sezonie 2008/2009 zawodnik ASPR-u Artur Pietrucha, który zdobył 138 bramek, zajął 2. miejsce w klasyfikacji najlepszych strzelców ligi. W sezonie 2012/2013 klub utrzymał się w I lidze, dzięki zwycięstwu w barażu z Olimpem Grodków (27:18; 27:26), jednak ze względu na problemy finansowe wycofał się z rozgrywek.
W sezonie 2014/2015 ASPR Zawadzkie zajął w II lidze 2. miejsce, dzięki któremu przystąpił do gry w barażu o awans do I ligi – przegrał w nim z MTS-em Chrzanów różnicą jednej bramki (24:17; 23:31). W sezonie 2015/2016 drużyna wygrała rozgrywki II ligi (odniosła 18 zwycięstw w 20 meczach) i awansowała do I ligi.

## Osiągnięcia
- I liga:
  - 2. miejsce: 2008/2009
  - 4. miejsce: 2009/2010
  - 5. miejsce: 2007/2008